# Chinatown (stadswijk)

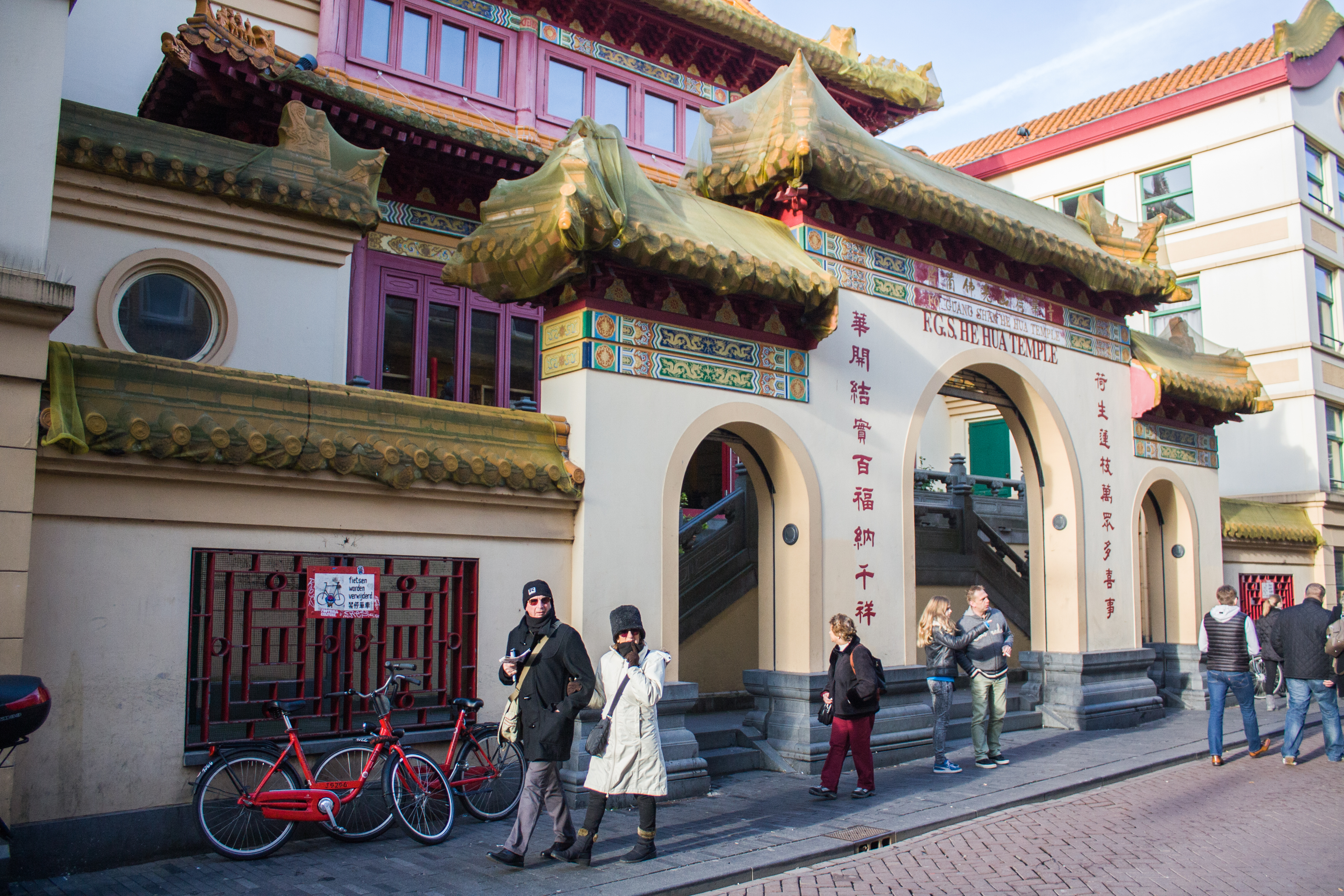
He Hua tempel op de Zeedijk, Amsterdam

Met Chinatown wordt een migrantenwijk, buurt of straat aangeduid waar veel overzeese Chinezen wonen of waar veel Chinese faciliteiten zijn. In deze wijk zijn veel Chinese restaurants, winkels en vaak ook tempels te vinden. De Chinezen houden vast aan hun eigen cultuur en leefgewoontes, waardoor er in vrijwel elke wereldstad een dergelijke wijk te vinden is. Een Chinese straat is een Chinatown die alleen uit een straat bestaat, zoals de Van Wesenbekestraat in Antwerpen en de Via Paolo Sarpi in Milaan.
Amsterdam, Den Haag, Rotterdam, Antwerpen en Brussel hebben elk een Chinatown of Chinese straat. 
In Amsterdam is Chinatown gevestigd op en rond de Zeedijk en de Geldersekade. Hier staat ook de boeddhistische He Hua tempel die met geld uit Taiwan, de gemeente Amsterdam en vele Amsterdamse filantropen van Chinese afkomst gefinancierd is. 
In Antwerpen is de Chinese gemeenschap gevestigd in de Van Wesenbekestraat, in Rotterdam was dat voorheen op Katendrecht, later verhuisd naar de West-Kruiskade en omliggende straten, met name aan de oostkant van de West-Kruiskade. Het Brusselse Chinatown concentreert zich in de straten oostelijk van de Beurs (Van Praetstraat).
Ook in andere steden vinden we Chinatowns, waaronder de belangrijkste in San Francisco, New York, Vancouver, Toronto en Mexicali. 
Het Chinees Nieuwjaar, het belangrijkste feest van China wordt ook in de Chinatowns gevierd. Hier vinden op bepaalde dagen in de periode dat dit feest wordt gevierd diverse festiviteiten plaats en er wordt dan ook vuurwerk afgestoken.

## Incomplete lijst van Chinatowns

### West-Europa
- Amsterdam - Zeedijk, Chinatown
- Den Haag - Wagenstraat, Chinatown
- Rotterdam - West-Kruiskade, Chinatown
- Rotterdam - Katendrecht
- Antwerpen - Van Wesenbekestraat
- Parijs - 13e arrondissement, Quartier asiatique
- Parijs - 20e arrondissement, Quartier de Belleville
- Parijs - 3e arrondissement
- Parijs - 19e arrondissement
- Lyon
- Londen - Chinatown
- Liverpool - Chinatown
- Birmingham - Chinatown
- Manchester - Chinatown
- Leeds - Chinatown
- Glasgow - Chinatown
- Edinburgh - Chinatown
- Sheffield - Chinatown
- Aberdeen - Chinatown
- Newcastle upon Tyne - Chinatown
- Dublin - Chinatown

### Zuid-Europa
- Lissabon
- Porto
- Valencia
- Bilbao
- Alicante
- Madrid
- Barcelona
- Milaan - Via Paolo Sarpi
- Prato
- Rome - Chinatown
- Belgrado - Chinatown

### Oost-Europa
- Sint-Petersburg
- Moskou

### Zuid-Amerika
- Mexico-Stad - Cuauhtémoc (gemeente)
- Mexicali
- Guatemala-Stad
- Managua (stad)
- Puerto Cabezas
- Bluefields
- Panama-Stad
- Santo Domingo (Dominicaanse Republiek)
- Havana
- Puntarenas
- San José (Costa Rica)
- Santiago (Chili)
- Lima
- São Paolo
- Buenos Aires - Barrio Chino de Buenos Aires
- Paramaribo
- Enterprise (Guyana)
- Georgetown (Guyana)

### Verenigde Staten
- Manhattan, New York - China Town
- Queens, New York - Flushing
- Sunset Park, New York - Brooklyn
- San Francisco - Chinatown
- Los Angeles - Chinatown
- Cleveland, St. Clair-Superior
- Boston - Chinatown (Boston)
- Chicago - West Argyle Street Historic District
- Chicago - Chicago Chinatown
- Oakland - Oakland Chinatown
- Honolulu - Honolulu Chinatown
- Las Vegas - Las Vegas Chinatown
- Detroit - Detroit Chinatown
- Newark (New Jersey) - Newark Chinatown
- El Paso - El Paso Chinatown
- Houston - Houston Chinatown
- Philadelphia - Philadelphia Chinatown
- Seattle - Seattle Chinatown
- Spokane - Spokane Chinatown
- Tacoma - Tacoma Chinatown
- Washington D.C. - Washington Chinatown
- Pittsburgh - Pittsburgh Chinatown
- Portland (Oregon) - Portland Chinatown
- Oklahoma (Pennsylvania) - Oklahoma Chinatown
- Saint Louis (Missouri) - Saint Louis Chinatown

### Canada
- Vancouver - Chinatown
- Toronto - Chinatown
- Quebec (stad) - Chinatown
- Montreal - Chinatown
- Regina (Canada) - Chinatown
- Ottawa - Chinatown
- Victoria - Chinatown
- Vancouver - Chinatown
- Richmond - Chinatown
- Calgary - Chinatown
- Edmonton
- Lethbridge
- New Westminster
- Cumberland
- Stanley (British Columbia)
- Winnipeg
- Saskatoon
- Regina (Canada)

### Afrika
- Johannesburg, Cyrildene
- Johannesburg, Commissioner Street
- Saint-Denis (Réunion), Rue Charles Gounod en Rue Saint-Anne

### Australië
- Melbourne - Chinatown
- Sydney - Chinatown

### Oost-Azië
- Tokyo
- Nagasaki
- Yokohama - Yokohama Chinatown
- Kobe
- Osaka
- Incheon
- Busan
- Ilsan, Goyang
- Seoel

### Zuidoost-Azië
- Hanoi
- Hue
- Ho Chi Minhstad - Chợ Lớn
- Vientiane
- Phnom Penh
- Bangkok - Thanon Yaowarat
- Chiang Mai
- Mae Salong
- Phuket
- Yasothon
- Penang
- Ipoh
- Kuala Lumpur - Kampung Cina
- Bandar Seri Begawan
- Jakarta - Glodok
- Jakarta - Pasar Baru
- Bandung
- Makassar
- Yogyakarta
- Manilla - Binondo
- Davao
- Yangon
- Singapore

### Zuid-Azië
- Kolkata
- Mumbai
- Makum
- Karachi

### Midden-Oosten
- Gachsaran, Kohgiluyeh en Boyer Ahmad - Mahale Chiniha

## De term Chinatown
Hoewel het Engelse woord Chinatown in veel andere talen is overgenomen zijn er ook wel andere benamingen in omloop. Veel daarvan zijn niet de letterlijke betekenis, Chinees deel van de stad, maar betekenen bijvoorbeeld Tang groep Straat. 

### Aziatische vertalingen
Schrijftaal:
Huábù (華埠)

Schrijftaal:
Zhōngguó Chéng (中國城)'

Vietnamees:
Phố người Hoa

### Europese vertalingen
In het Frans en Spaans spreekt men van 'Chinese wijk'.
Frans:
le quartier Chinois
Spaans:
el barrio chino
Catalaans: barri xinès